# (37168) 2000 WL22
2000 WL22 (asteroide 37168) é um asteroide da cintura principal. Possui uma excentricidade de 0.08564160 e uma inclinação de 6.96048º.
Este asteroide foi descoberto no dia 20 de novembro de 2000 por LINEAR em Socorro.